# Wilderich von Droste zu Hülshoff

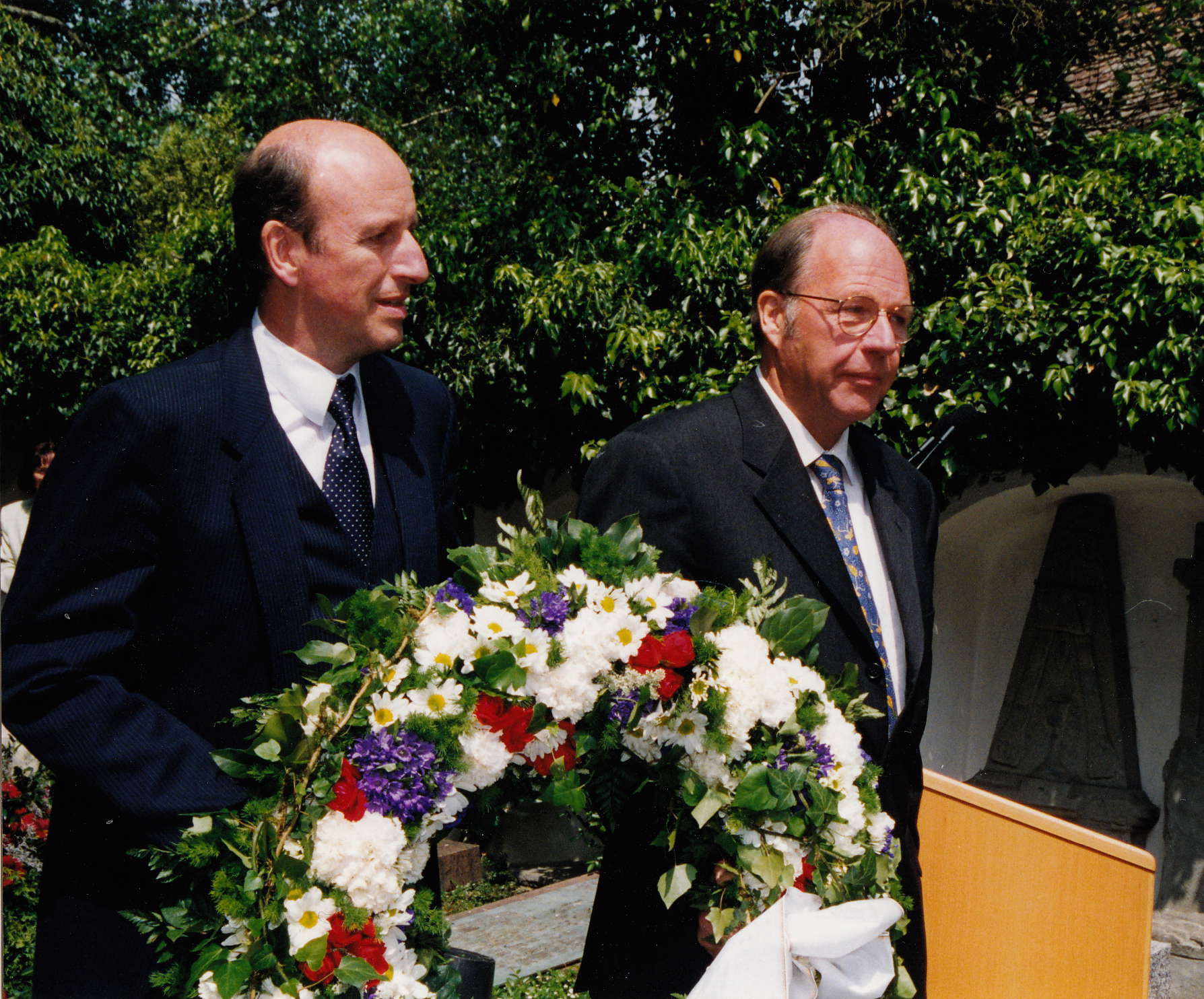
Wilderich von Droste zu Hülshoff (à gauche) et Bernd von Droste zu Hülshoff au anniversaire de la mort d'Annette von Droste-Hülshoff à Meersburg en 1998.

Wilderich baron von Droste zu Hülshoff (né le 24 avril 1948 à Adenau) est un avocat, auteur et membre de conseil de fondation allemand.

## Biographie

### Famille
Wilderich Richard Fidelis Hubertus baron von Droste zu Hülshoff (de) est le fils du chef forestier Mariano baron von Droste zu Hülshoff et de son épouse Sybille, née Iltgen et grandit à Adenau. Il est l'arrière-petit-fils de Carl Caspar von Droste zu Hülshoff (de), le petit-fils de l'avocat et auteur Heinrich von Droste zu Hülshoff et le frère cadet de Bernd von Droste zu Hülshoff (de). De 1974 à 2005, il vit à Kirchzarten, depuis lors dans le domaine rural de la Villa Küchlin (de) à Horben, où sa famille est impliquée dans l'agriculture et la sylviculture (notamment Lamas du Schauinsland). Il est marié depuis 1978 au chef d'orchestre et artiste Hortense von Gelmini et a leur fils Benedikt,

### Éducation et carrière professionnelle
En tant qu'étudiant et étudiant actif, Droste étudie le jeu d'orgue à Hülshoff et notamment avec Heinz Anton Höhnen (de). Après avoir obtenu son diplôme d'études secondaires à Oberlahnstein, il effectue un stage à la Deutsche Bank à Coblence et commence des études forestières à la faculté forestière (de) de l'université Georges-Auguste de Göttingen à Hann. Munden. Il étudie ensuite le droit à Münster et à Fribourg-en-Brisgau, où il rencontre sa future épouse en 1969. Il effectue son stage d'avocat au tribunal régional de Constance (de) - pendant cette période, il vit dans la maison des princes (de) de son arrière-arrière-grand-tante Annette von Droste-Hülshoff et au château de Meersburg (de) - et complète sa formation juridique en 1975 avec le deuxième examen d'État. En 1975/1976, en tant qu'assistant de recherche à l'Université Albert-Louis de Fribourg, Droste zu Hülshoff, sur proposition d'Alexander Hollerbach (de), commence à travailler sur une thèse (incomplète) sur le philosophe du droitClemens-August von Droste zu Hülshoff (de), dont les résultats sont publiés. Il écrit ensuite dans ses livres Annette von Droste-Hülshoff sur les tensions de sa famille et 900 ans de Droste zu Hülshoff. Parallèlement, il travaille comme avocat, activité qu'il exerce à nouveau à partir d'octobre 2013.
À partir de 1976, Droste zu Hülshoff travaille comme avocat administratif à l'ancien bureau commercial de l'État du Bade-Wurtemberg, au bureau de l'arrondissement de l'Ortenau et de 1980 à 2013 au conseil régional de Fribourg-en-Brisgau (de). Initialement conférencier en droit des bâtiments publics – Dans ce domaine, il travaille également comme maître de conférences à l'Université de Kehl (de). – il devient conseiller du président du district Norbert Nothhelfer (de). En 1982/83, il développe les bases de la stratégie environnementale Charte verte pour la CDU (de) Sud du Bade et lance sa charte culturelle en 1984, qui est mise en œuvre dans le Bade-Wurtemberg.
Dans le cadre de sa politique européenne, le gouvernement de l'État de Bade-Wurtemberg créé en 1986 un « département des frontières », qui est étendu en un bureau d'état-major pour la coopération transfrontalière et les affaires européennes. Droste zu Hülshoff en est le directeur adjoint de 1986 et le chef de 1999 à 2013. L'installation est située dans le conseil régional de Fribourg. Elle coordonne la coopération transfrontalière sur le Rhin supérieur, le Haut Rhin et le lac de Constance (de) au niveau régional et national avec l'Alsace, les cantons du nord de la Suisse, le Vorarlberg et le Liechtenstein. Elle gère et promeut auprès de ses partenaires, notamment avec la Région métropolitaine trinationale du Rhin supérieur avec ses Eurodistricts Eurodistrict Strasbourg-Ortenau, Eurodistrict PAMINA, Eurodistrict Région Fribourg/Centre et Sud Alsace et Eurodistrict trinational de Bâle ainsi que la Conférence internationale du lac de Constance (de). Pour les régions frontalières susmentionnées du Bade-Wurtemberg, elle est également responsable de l'approbation des GECT et de promouvoir des projets dans le cadre de la coopération territoriale européenne (Interreg). La coopération transfrontalière dans ces régions est considérée comme un modèle à travers l’Europe. Droste zu Hülshoff, est, entre autres, président du groupe de travail Interreg-Rhin supérieur, du comité de coordination de la Conférence du Rhin supérieur et directeur du groupe de projet Paysage culturel mondial du lac de Constance de la Conférence internationale du lac de Constance en 2004/2005,; il travaille également sur la stratégie du Danube (de) pour le Bade-Wurtemberg
Droste zu Hülshoff est l'auteur d'écrits de politique juridique et administrative ainsi que d'ouvrages de politique historique et culturelle, auxquels se rapportent ses conférences,,.

### Travail bénévole

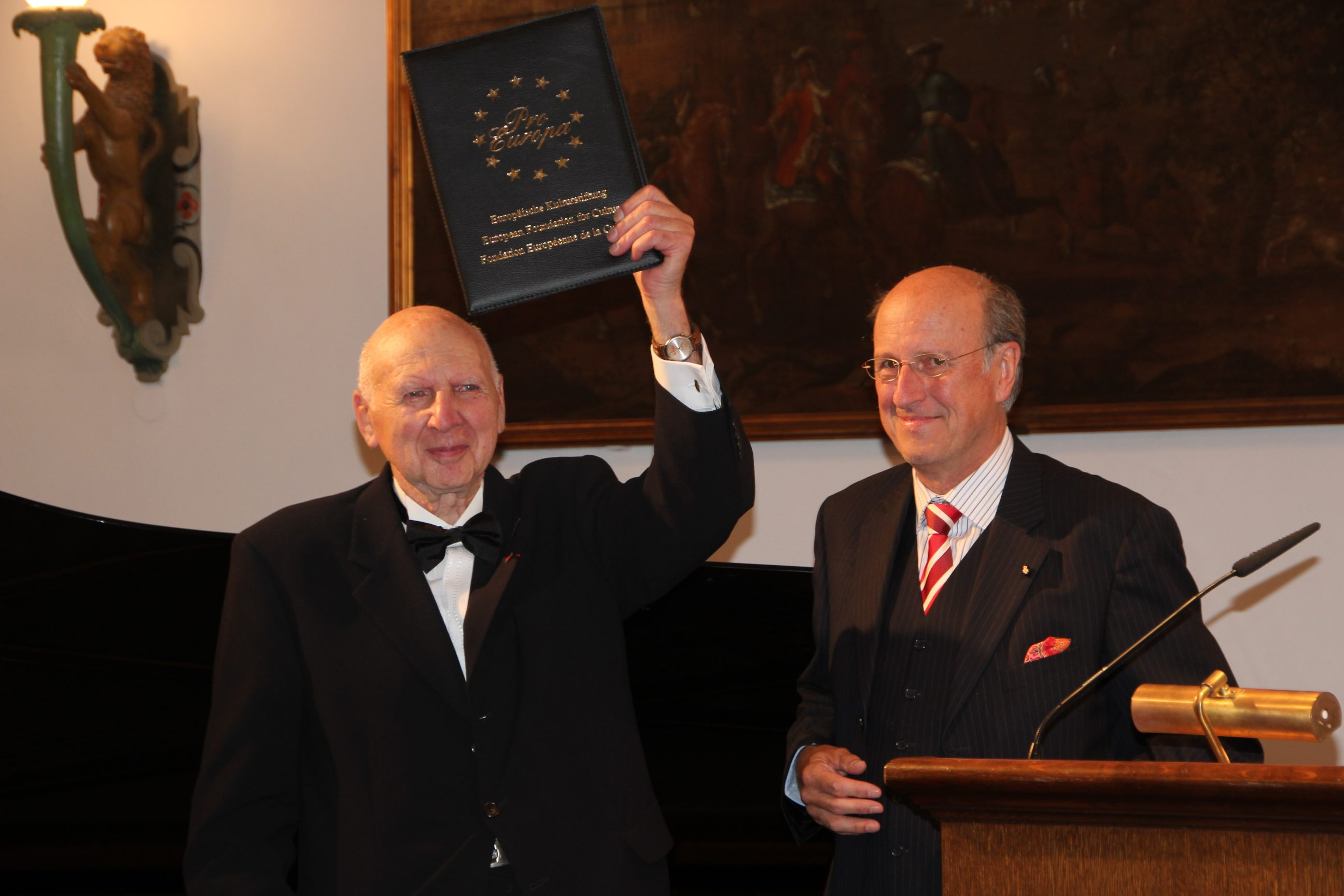
Wilderich von Droste zu Hülshoff (à droite) lors de la remise du Prix de la culture européenne à André-Paul Weber dans le

Droste zu Hülshoff est membre du conseil consultatif depuis 1994 et, depuis 1999, en tant que successeur de la fondatrice Silvia Berk, il est l'unique directeur honoraire de la fondation culturelle à but non lucratif Libertas per Veritatem, fondée à Fribourg en 1994, qui promeut l'art et la culture en lien avec l'ensemble de l'œuvre de son épouse. Il est plusieurs fois élogieux lors de la cérémonie des Prix de la culture européenne (de) de la Fondation Pro Europa,, en 2012 pour le Centre trinational de l'Environnement (de) et en 2014 pour André-Paul Weber (de). Il est notamment membre du service de secours de Malte (de) et de la société Annette von Droste

## Récompense
- 1999 : Chevalier d'Honneur de l'Ordre Souverain de Malte[23]

## Anecdote
En 1997 et 2012 il est l'invité de l'émission télévisée de conseils Ich trage einen großen Namen (de).

## Publications

### Livres
En tant qu'éditeur :
- Hortense von Gelmini – Dirigentin von Format. Stiftung Libertas per Veritatem (dir.) mit Vorwort von Wilderich Freiherr Droste zu Hülshoff, Verlag LPV Hortense von Gelmini, Horben 2021,  (ISBN 978-3-936509-18-2).

En tant qu'auteur :
- 900 Jahre Droste zu Hülshoff (de). 2. erweiterte Auflage, Verlag LPV Hortense von Gelmini, Horben 2022,  (ISBN 978-3-936509-19-9).
- Familiengeschichte Gelmini von Kreutzhof (de), Privatdruck Horben, 2021
- Hortense von Gelmini – Leben und Werk – die Kunst Gott zu loben. Verlag LPV Hortense von Gelmini, Horben 2007,  (ISBN 978-3-936509-10-6).
- Die Macht der Sprachregelungen – Kampfbegriffe in der Kirche. Selbstverlag Initiativkreis katholischer Laien und Priester in der Erzdiözese Freiburg e. V. 1998.
- Annette von Droste-Hülshoff im Spannungsfeld ihrer Familie. Volume XI. der Reihe Aus dem deutschen Adelsarchiv. Starke Verlag, Limburg (Lahn) 1997,  (ISBN 3-7980-0683-0).
- Baurechtspraxis im Außenbereich. Boorberg, Stuttgart 1985,  (ISBN 3-415-01117-8).

### Poèmes
- Pfingsten und Mariä Krönung. Dans: Maria Frau der Frauen. Otto Gillen (de)/Hortense von Gelmini, Christiana-Verlag, Stein a. Rh. 1991,  (ISBN 3-7171-0944-8).

### Essais
- Wo meine Lebenden wandeln und meine Toten ruhen – Annette von Droste-Hülshoff und St. Pantaleon (de) in Münster-Roxel. Dans: 200 Jahre St. Pantaleon-Schützenbruderschaft zu Roxel, Laumann-Verlag, Dülmen 2021,  (ISBN 978-3-89960-488-7).
- 900 Jahre Droste zu Hülshoff – uralte Wurzeln in Everswinkel. Dans: Münsterland – Jahrbuch des Kreises Warendorf 2021, 70. Jahrgang 2020, p. 69 ff.,  (ISSN 1431-1011).
- Werner Adolph von Haxthausen (de) – Inspirator des Bökendorfer Romantikerkreises und seine Nachkommen (Einleitung und acht Biografien: über Werner Adolph, seine Söhne Moritz Elmerhaus und Werner sowie seine Töchter Therese, verh. Freifrau Droste zu Hülshoff, Dorothea, verh. Freifrau von Wolff-Metternich, Franziska, verh. Gräfin von Bocholtz-Asseburg (de)), mit Sibren Verhelst (Genealogie), Gorinchem (Niederlande), 2014.
- Die grenzüberschreitende Zusammenarbeit im Wandel 1986–2006. Dans: Vier Jahrzehnte Kleine Außenpolitik für Baden-Württemberg. dir. Regierungspräsidium Freiburg, 2006, Redaktion: Wilderich von Droste.
- Annette von Droste-Hülshoff am Bodensee – zum Gedenken an ihren 150. Todestag am 24. Mai 1998 in Meersburg. Dans: Badische Heimat (de). 4/1998.
- Annette von Droste-Hülshoff – ein Genie im Spannungsfeld ihrer Familie. Dans: Deutsches Adelsblatt. 15. Januar 1997.
- Zeitnotwendige Bemerkungen zum Verhältnis von Kirche und Kunst – falsch verstandenes Aggiornamento. Dans: Kirche heute. Nr. 10/1995.
- Umweltschutz kennt keine Grenzen. Dans: Umweltreport. 1994.
- Grenzüberschreitende Umweltschutz-Rechte der Kommunen im Deutsch-Französisch-Schweizerischen Grenzgebiet. In: Kommunalpraxis. Nr. 2/1994.
- Rechtsfragen kommunaler grenzüberschreitender Zusammenarbeit – Theorie und Praxis am Hoch- und Oberrhein. Dans: Kommunalpraxis. 11/1993.
- Aspekte der Umweltverträglichkeitsprüfung im deutsch-französischen Grenzraum (Oberrhein). Dans: UVP-Report. 2/1992
- Hortense von Gelmini und ihr Werk. In: Einblicke. Glock u. Lutz, Heroldsberg bei Nürnberg 1981, (ISBN 33-7738-7009-8) édité erroné.